# Neocasa
Neocasa este o companie imobiliară din România înființată în anul 1998
În mai 2008, CP Grupo și Neocasa au anunțat construirea unui ansamblu rezidențial în nordul Bucureștiului, Lakeland Residence, investiția ridicându-se la 25 milioane de Euro.